# Teufelsseemoor Köpenick
Das Teufelsmoor Köpenick ist ein 6,45 Hektar großes Naturschutz- und Natura-2000-Gebiet im Berliner Ortsteil Köpenick im Bezirk Treptow-Köpenick.

## Lage
Das Naturschutzgebiet liegt im Südwesten der Gemarkung. Nördlich führt der Müggelheimer Damm von Nordwesten kommend in südöstlicher Richtung südlich des Müggelsees entlang. Südlich des Gebietes liegt der Höhenzug Müggelberge mit dem Kleinen Müggelberg im westlichen Bereich sowie dem Großen Müggelberg im östlichen Bereich. Das Naturschutzgebiet liegt nördlich dieses Höhenzugs am Fuße der Müggelberge und südlich des Müggelheimer Damms.

## Entstehung
Die Region wurde durch vorrückende Gletscher in der letzten Weichsel-Eiszeit geformt. Sie stauchten sich durch den Eisdruck; beim Abschmelzen entstand ein Toteisloch, das sich mit Schmelzwasser füllte. Hierdurch entstand ein Kesselmoor; es besitzt also keinen natürlichen Abfluss. Im Laufe der Jahrhunderte bildeten sich Torfschichten mit einer Dicke von bis zu 13 Metern. Sie entstanden aus einem Niedermoor, das zunächst durch Grundwasser gespeist wurde. Durch absterbende Pflanzen ging der Kontakt zum Grundwasser verloren und es bildete sich in diesen Bereichen ein Hochmoor. Nährstoffarmes Regenwasser führte zur Ausbildung eines oligotrophen Zwischenmoores.
Nach dem Zweiten Weltkrieg verbrachten Arbeiter rund 8000 Tonnen Bauschutt, Schlacke und Teer in das Moor. Damit wurde der Auslauf der Rodelbahn in den Teufelssee verlängert. Diese Altlasten wurden 2003 aus dem Moor entfernt. Die Kosten beliefen sich auf 371.000 Euro.

## Aufbau und Entwicklung

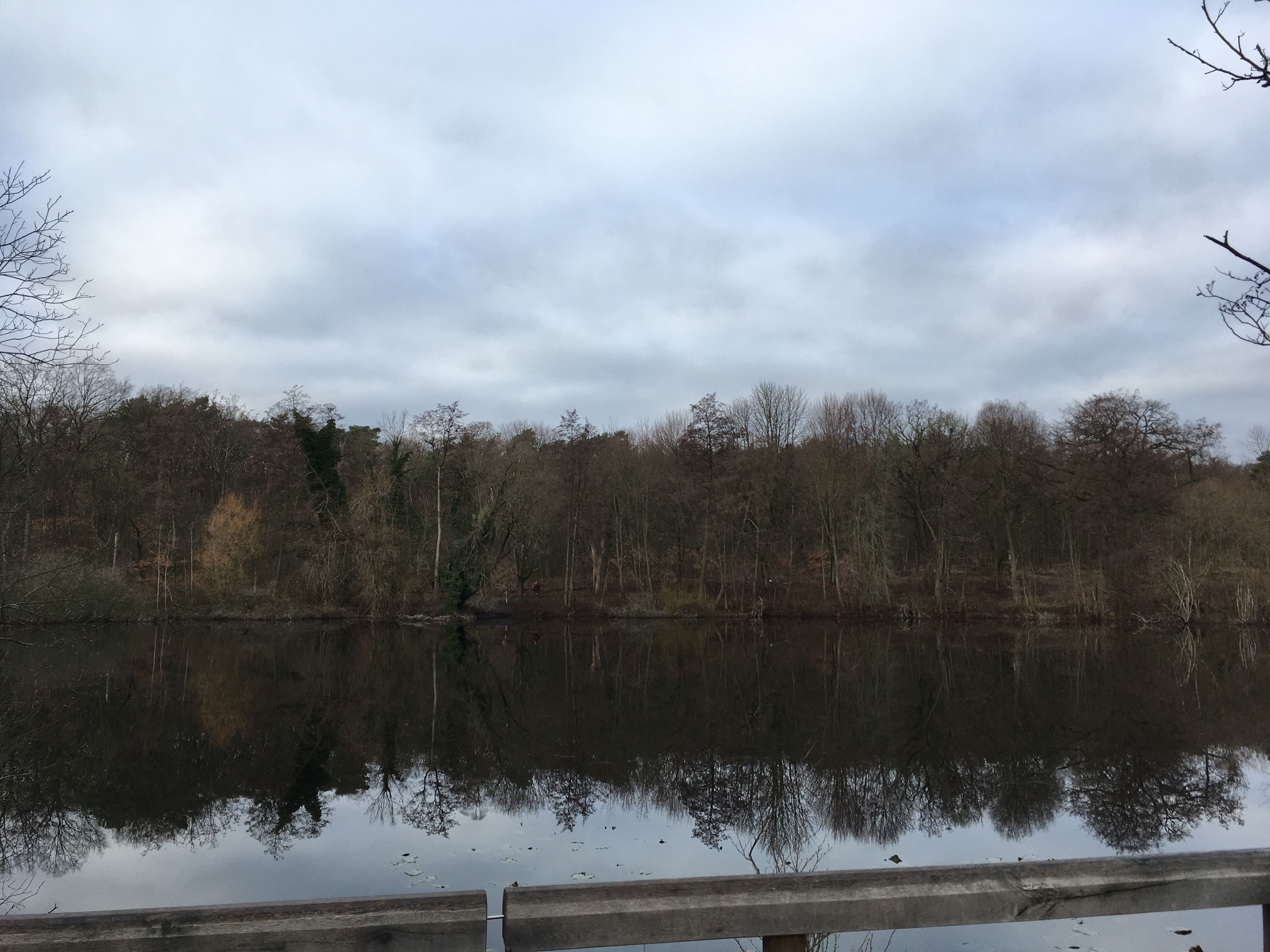
Blick über den Teufelssee

Im Südwesten des Schutzgebietes liegt der Teufelssee, das mit Wasser gefüllte ehemalige Toteisloch. Daran schließt sich nach Norden und Westen eine Verlandungszone an, auf der Röhrichte gedeihen, die in das Moor übergehen. Dort wachsen Torfmoose und Kleinseggenriede.
Durch eine Absenkung des Grundwasserspiegels kommt es im Moor vermehrt zu Wassermangel. Dies führt zu einer Zunahme an Kiefern und Birken, die schließlich zu einer Verlandung führen. Auf diesen Flächen wachsen Erlenbruchwälder. Die Berliner Forsten haben daher im Rahmen eines Umweltentlastungsprojektes im Winter 2014/15 zahlreiche Gehölze aus dem Moor entnommen, um die Verlandung zu verlangsamen. Durch die erhöhte Sonneneinstrahlung soll weiterhin der Wuchs lichtliebender Arten wie der Sonnentau unterstützt werden.

## Fauna und Flora
Der Teufelssee ist insbesondere der Lebensraum der Bitterlinge, während die Uferzonen vom Nördlichen Kammmolch, dem Moorfrosch sowie der Knoblauchkröte bevölkert werden. Ebenfalls wurde im Gebiet die Große Moosjungfer nachgewiesen. Unter Schutz stehen weiter hin die Ringelnatter sowie der Grabkäfer.

## Touristische Nutzung

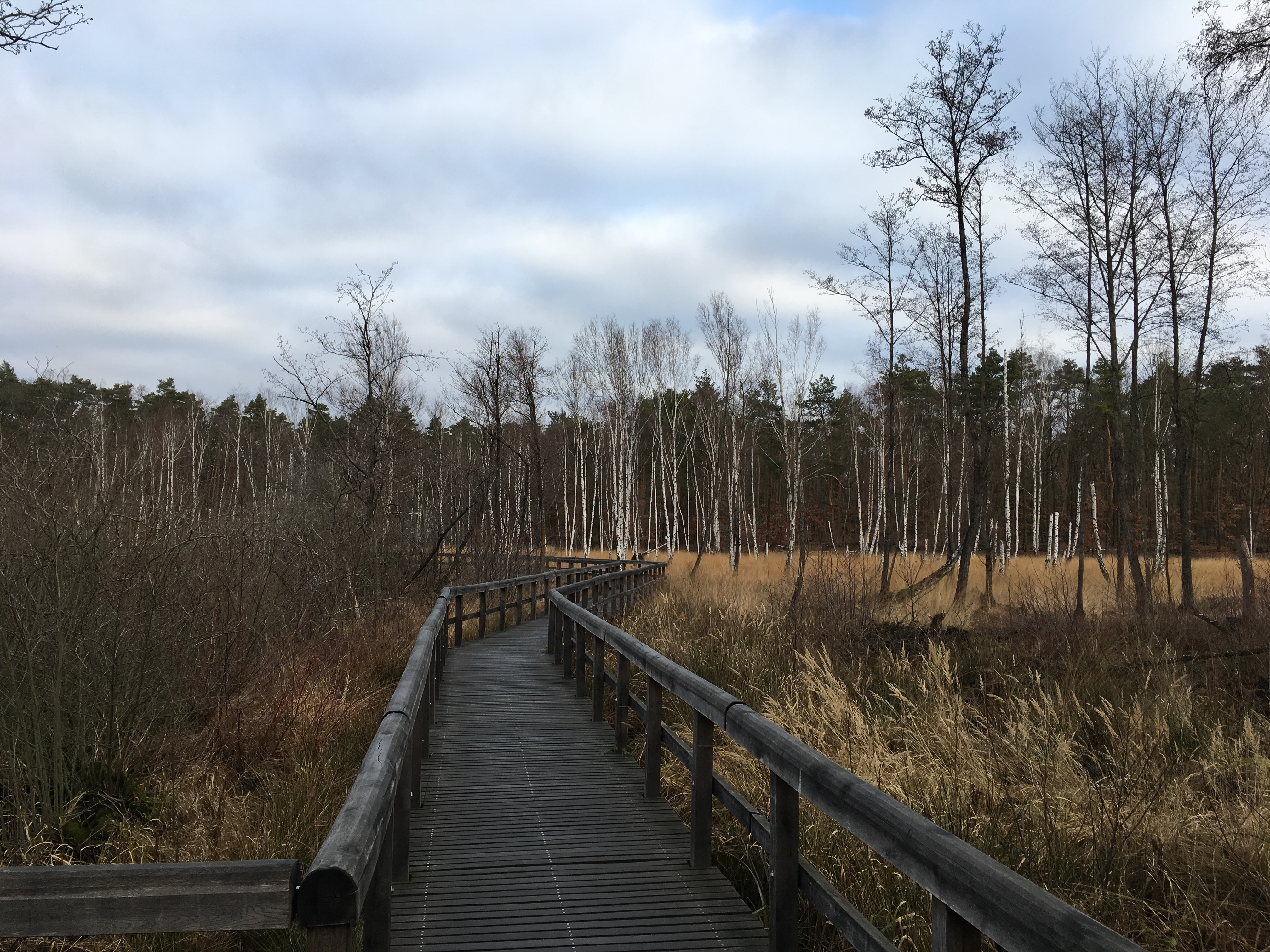
Teufelsseemoor Köpenick Steg westlicher Eingang

Das Moor kann seit 2015 auf einem rund 300 Meter langen Steg überquert werden. Er ersetzte einen rund 25 Jahre alten Vorgängerbau, der marode geworden war. Die Pläne für den Neubau lagen seit 2013 vor, konnten auf Grund technischer Probleme aber erst zwei Jahre später realisiert werden: In den 1970er Jahren wurde zur Verankerung des Steges Bauschutt verwendet, der zunächst geborgen und entsorgt werden musste. Anschließend konnten 240 Pfähle aus Lärchenholz bis zu acht Meter tief im Boden verankert werden, auf denen der neue Steg ruht. Die Kosten beliefen sich auf rund 900.000 Euro. Am Rand des Moors haben die Berliner Forsten einen Naturlehrpfad eingerichtet. Nördlich des Schutzgebietes befindet sich das Lehrkabinett Teufelssee der Berliner Forsten.